# Paride Taban
Paride Taban (* 24. Mai 1936 in Opari; † 1. November 2023 in Nairobi, Kenia) war ein südsudanesischer Geistlicher und römisch-katholischer Bischof von Torit sowie Friedensaktivist.

## Leben
Paride Taban empfing ihn am 24. Mai 1964 die Priesterweihe.
Papst Johannes Paul II. ernannte ihn am 28. Januar 1980 zum Weihbischof in Juba und Titularbischof von Tadamata. Der Papst persönlich spendete ihm am 4. Mai desselben Jahres in der kongolesischen Hauptstadt Kinshasa die Bischofsweihe; Mitkonsekratoren waren Agnelo Rossi, Kardinalpräfekt der Kongregation für die Evangelisierung der Völker, und Joseph-Albert Kardinal Malula, Erzbischof von Kinshasa.
Am 2. Juli 1983 wurde er zum ersten Bischof des zwei Monate zuvor errichteten Bistums Torit ernannt. 1990 war er der Gründungsvorsitzende des New Sudan Council of Churches. Von seinem Bischofsamt trat er am 7. Februar 2004 zurück.
Paride Taban starb am 1. November 2023 im Alter von 87 Jahren während eines Krankenaufenthaltes in der kenianischen Hauptstadt Nairobi.

## Wirken
Taban begann seine Friedensbemühungen, als er 1994 zur Versöhnung nach dem Völkermord in Ruanda entsandt wurde. Nach dem Ausbruch des Bürgerkriegs im Südsudan im Dezember 2013 wurde er für seinen Widerstand gegen den Krieg bekannt.
Im Jahr 2013 wurde Taban vom damaligen UN-Generalsekretär Ban Ki-moon für seine Arbeit im „Holy Trinity Kuron Peace Village“ mit dem Sergio-Vieira-de-Mello-Preis ausgezeichnet.
Außerdem erhielt er 2017 den Hubert-Walter-Preis für Versöhnung und interreligiöse Zusammenarbeit (Lambeth Awards), der ihm vom Erzbischof von Canterbury Justin Welby verliehen wurde, nachdem er den ökumenischen New Sudan Council of Churches mitgegründet und das „Holy Trinity Kuron Peace Village“ im Südsudan aufgebaut hatte. Er erhielt den Preis auch für die Vermittlung zwischen der Regierung von Präsident Salva Kiir Mayardit und der aufgelösten Cobra-Fraktion der South Sudan Democratic Movement/Army (SSDM/A), die vom damaligen Rebellenführer General David Yau Yau angeführt wurde. Diese Bemühungen führten zur Unterzeichnung des Friedensabkommens zwischen Kiir und Yau Yau und beendeten einen vierjährigen tödlichen Konflikt, der 2010 wegen Wahlstreitigkeiten im Bundesstaat Jonglei begann.
Im Jahr 2016 wurde er von Kiir zum Ko-Vorsitzenden des Lenkungsausschusses des Nationalen Dialogs ernannt. 2017 wurde er mit dem Friedenspreis der United Religions Initiative Africa (URI-Africa) ausgezeichnet. Er hat sich nach dem Ende des Bürgerkrieges im damals noch ungeteilten Sudan beispielhaft für Versöhnung unter den bisher Verfeindeten eingesetzt und wurde für seine „herausragenden Arbeit zur Förderung einer Kultur des Friedens, der interreligiösen Harmonie, der kulturellen Werte, der Menschenwürde, der Menschenrechte und der Förderung der Solidarität für das Gemeinwohl aller“ ausgezeichnet. Ein besonderer Fokus lag auch auf der bereits 2000 gegründeten Friedensdorfes „Holy Trinity Kuron Peace Village“ in Eastern Equatoria, in dem Menschen mit unterschiedlichen ethnischen und religiösen Hintergründen leben.
2018 erhielt er den Four Freedoms Award der Roosevelt Foundation für „sein lebenslanges und selbstloses Engagement für die Sache, dem Volk des Südsudan Freiheit und Frieden zu bringen“.